# Гармењак
Гармењак је мало ненасељено острво у хрватском делу Јадранског мора. Припада акваторији Општине Пашман, у групи од 10 острва и острваца у Пашманском каналу. 
Налази се пред улазом у залив Талине око 2,5 км северозападно од насеља Пашман насупрот засеока Баротул. Површина острва износи 0,058 км². Дужина обалске линије је 0,87 км..